# Gyöngyi Pasztor
Gyöngyi Pasztor (n. 7 iunie 1956, Brașov) este un artist decorator.

## Biografie și expoziții
Studii: Liceul de arte plastice – promoția 1975.
Membră a Uniunii Artiștilor Plastici din România din 1991.
Expoziții de grup:
Din 1981 participă la expozițiile de grup ale
filialei UAP Arad: 1985 – expoziția interjudețeană
ținută la Timișoara; 1987 – expoziție în colaborare
cu filiala din Deva – la Deva; 1987 – expoziția
filialei UAP Arad la sala Dalles din București; 1989
– expoziția filialei UAPArad la Muzeul Județean
al Banatului – Timișoara; 1993 – expoziția
filialei UAP Arad la Baia Mare; 1997 – expoziție
colectivăa Fundației “Alma Mater” la Arad și la
Târu-Secuiesc, Sfântu-Gheorghe; Expoziția filialei
Arad la Oradea; 1998 – Expoziția Fundației “Alma
Mater” la Brașov; 2003 – Salonul național de
desen – Arad; 2004 – Salonul de iarnă Arad; 2005
– Expoziția Fundației”Alma Mater” la Arad; 2006,
2007 – Salonul de iarnă la Arad.
Expoziții Naționale: 1986-1987 – Trienala
de artă decorativă – sala Dalles – București;
1988 – Bienala tineretului la Baia Mare; 1989 –
Expoziția „Atelier’35” la Galați – Muzeul de artă
contemporană; 1989 – Trienala de artă decorativă
– Sala Dalles – Bucuresti; 1994 – trienala de
tapiserie contemporană românească – prima
ediție- București, la Palatul Parlamentului; 1995
– Al 7-lea Salon Național de miniatură textilă
la Galeria Apollo – București; 1996 – Salonul
Național de artă decorativă – Muzeul Național
Cotroceni; 1997 – Expoziție internațională la
la Reșița – Muzeul județean; 1997 – Trienala
de tapiserie – ediția a 2-a, București – Teatrul
Național.
Expoziții internaționale de grup: 1989 –
Expoziția colectivă “ Atelier 35”la Zrenjanin
– Yugoslavia; 1990 – expoziție colectivă la
Bekescsaba – Ungaria; 1991, 1994, 1996 –
Expoziție a filialei UAP Arad la Gyula; 1997
– expoziție colectivă la Kaposvar – Ungaria;
2000 – expoziție de binefacere la Kothenvel –
Germania.
Expoziții personale și de grup: 1985 –
expoziție personală la clubul ziarului Flacăra
Roșie – Arad cu Ciurel Luminița, desen; 1986
– expoziție personală de grup la Arad cu Baasz
Imre – grafică și Csernyenski Livia – sculptură;
1990 – expoziție personală la Arad cu Kocsis
Rudolf – sculptură.
Din 1993 până în 1994 – Expoziție itinerantă
la Mezobereny, Gyoma, Mezokovacshaza,
Pusztafoldvar, Medgyesegyhaza – Ungaria.
1998 – expoziție personală la galeria
“Căminul Artei” – București.
2002 - expoziție personală la Grunstadt –
Germania.

## Lucrări și cronică
|  | Sfidând limitele spațiului coercitiv al unei camere de bloc – unde-și are așa zisul ‹atelier› - Pasztor-Boț Győngyi a realizat adevărate performanțe în sfera artei textile. Cu o exemplară dăruire de sine, dând curs unei generoase resurse interioare, s-a lăsat antrenată în fascinanta tentativă de a broda – la dimensiuni monumentale – Aripi, Porți, Geneze, Vegetații, Te-Deum-uri, Prometei și Izvoare. Integrate la diverse intervale de timp în expoziții personale sau manifestări de anvergură națională, aceste lucrări desăvârșite cu nerv și tensiune, cu un remarcabil simț al ritmului și armonizărilor expresive, au impus-o între protagoniștii genului. Posedă o cuceritoare vervă în distribuția unor texturi diverse, creând reliefări și tridimensionalitate, încât proiecția spațială a formelor capătă amploare, fastuozitate, încurajând desprinderea unor stări enigmatice, într-un frecventregistru meditativ. Nu lipsesc nici tentativele unor desfășurări mai libere, spontane a motivelor, încurajând manifestarea și a unei predispoziții către fervoarea ludicului. | — 1999 Negoiță Lăptoiu |